# Краневиттер, Матиас
Кла́удио Мати́ас Краневи́ттер (исп. Claudio Matías Kranevitter, испанское произношение: [maˈti.as kɾaneˈβiteɾ]; род. 21 мая 1993, Сан-Мигель-де-Тукуман) — аргентинский футболист, полузащитник клуба «Ривер Плейт».

## Биография
Матиас Краневиттер родился 21 мая 1993 года в аргентинском городе Тукуман. Отец Клаудио — водитель такси, мать Сандра занималась домашним хозяйством. У него пять братьев и сестер, но все младшие. Денег у Краневиттеров почти не было, поэтому Матиасу пришлось начать работать уже в 12 лет. Будущий футболист стал носильщиком клюшек в гольф-клубе родного города. За эту работу Матиас получал 15 песо, 5 из которых оставлял себе, а 10 отдавал родителям.
В «Сан-Мартине» маленький Матиас тренировался до 14 лет — на одном из юношеских турниров его заметили скауты «Ривер Плейт» и пригласили в Буэнос-Айрес. До 19 лет Матиас жил в интернате вместе с другими юными футболистами. В 2012 году хавбек в составе «Ривер Плейт» выиграл молодёжный Кубок Либертадорес и принял участие в молодёжном Кубке Америки.

## Клубная карьера

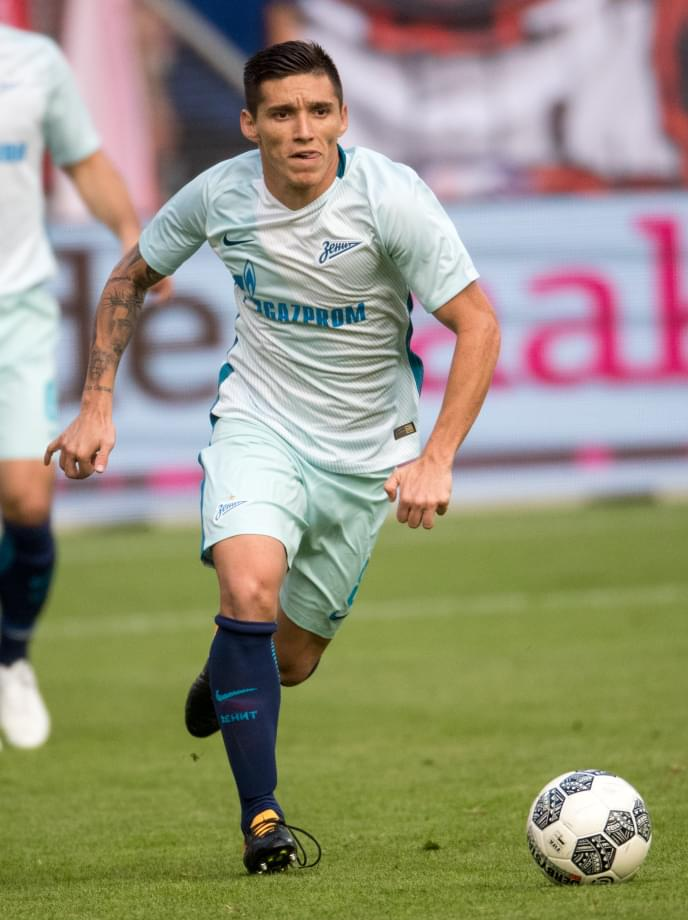
Краневиттер в составе «Зенита»

3 декабря 2012 года в матче против «Лануса» он дебютировал в аргентинской Примере. Полноценным игроком основы Краневиттер стал при Рамоне Диасе. В сезоне 2013/14 Матиас провёл 19 матчей, 9 из которых — в стартовом составе.
В 2014 году в матче против «Боки Хуниорс» аргентинец вышел на поле с температурой, достигавшей 40 градусов. После матча был госпитализирован с гастроэнтероколитом. В больнице Краневиттер провёл двое суток, после чего вернулся к тренировкам.
Летом 2015 года Матиас перешёл в испанский «Атлетико Мадрид». Сумма трансфера составила 8 млн евро. Для получения игровой практики он на правах полугодовой аренды вернулся в «Ривер Плейт». В начале 2016 Краневиттер присоединился к «Атлетико». 14 февраля в матче против «Хетафе» он дебютировал в Ла Лиге, заменив во втором тайме Фернандо Торреса.
Летом 2016 года Краневиттер на правах аренды перешёл в «Севилью». За годовую аренду севильцы заплатили 2 миллиона евро. 17 сентября в матче против «Эйбара» он дебютировал за новую команду. По окончании аренды Матиас вернулся в «Атлетико».
8 августа 2017 года Краневиттер подписал четырёхлетний контракт с российским «Зенитом». Трансфер обошелся в 8 млн евро. 9 августа в матче против «Урала» он дебютировал в РФПЛ, заменив в перерыве Олега Шатова.
24 января 2020 года, игрок подписал контракт с мексиканским клубом «Монтеррей» на 4 года, перейдя за 2,60 млн евро.

## В сборной

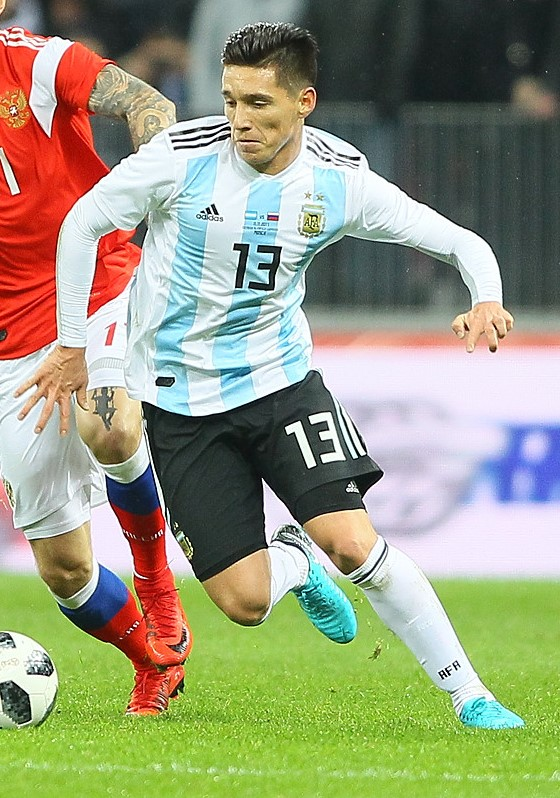
Краневиттер в составе сборной Аргентины

В 2013 году Краневиттер в составе молодёжной сборной Аргентины принял участие в домашнем молодёжном чемпионате Южной Америки. На турнире он сыграл в матчах против сборных Чили, Парагвая и Боливии.
5 сентября 2015 года в товарищеском матче против сборной Боливии Матиас дебютировал за сборную Аргентины.
Летом 2016 года Краневиттер стал серебряным призёром Кубка Америки в США. На турнире он сыграл в матчах против команд Боливии и дважды с Чили.

## Достижения
Клубные
 «Ривер Плейт»
- Чемпион Аргентины — 2014 (Финаль)
- Обладатель Южноамериканского кубка — 2014
- Обладатель Кубка Либертадорес — 2015
- Обладатель Кубка банка Суруга — 2015
- Обладатель Рекопа Южной Америки — 2016
- Обладатель Кубка Аргентины — 2016

 «Зенит»
- Чемпион России — 2018/19

В сборной
 Аргентина
- Кубок Америки — 2016